# Heinrich Friedrich von Bruiningk
Heinrich Friedrich Justin von Bruiningk (* 29. Dezember 1773 in Zeist; † 19. März 1850 in Landeshut, Provinz Schlesien) war ein deutsch-baltischer Ökonom, Theologe und führendes Mitglied in der Herrnhuter Brüdergemeine.

## Leben
Seine theologische Erstausbildung erhielt er auf dem Pädagogium und dem theologischen Seminar in Niesky und Barby. Danach war er als Lehrer tätig. Im Jahre 1795 nahm er in Leipzig das Studium für Verwaltungswissenschaft auf und wechselte im folgenden Jahr auf die Herzogliche Ökonomie zu Wörlitz. Als Gutsbesitzer bei Nimptsch sammelte er von 1801 bis 1805 ökonomische Erfahrungen. Dann verkaufte er seinen Besitz und trat ab 1806 in die Dienste der anhalt-dessauischen Herzogin Louise in Wörlitz. Er entschied sich dann zur Aufnahme einer geistlichen Tätigkeit und wurde 1814 Prediger in der evangelischen Gemeinde Reichenstein. 1819 wurde er zum Diakon geweiht und 3. Prediger in Landeshut in Schlesien. 1831 avancierte er zum Senior ministerii und war ab 1839 Hauptpastor.

## Herkunft und Familie
Heinrich Friedrich war der Sohn des Bischofs der Herrnhuter Brüdergemeine Heinrich von Bruiningk (1738–1785), deren Familie aus dem deutsch-baltischen Adelsgeschlecht Bruiningk erwuchs. Heinrich wurde ebenfalls in Barby auf den kirchlichen Dienst vorbereitet. 1782 wurde er zum Bischof der Brüdergemeine geweiht.

## Werke
- Heinrich Friedrich von Bruiningk, Bemerkungen über das landwirthschaftliche System der Herzoglichen Oekonomie zu Wörlitz: [Reprint of the Original from 1808] Taschenbuch – 4. August 2016, EOD Network, ISBN 3-226-03459-6
- Heinrich Friedrich von Bruiningk, Idee, 1811 Taschenbuch – 9. April 2012, Nabu Press, ISBN 1-279-88250-6
- Heinrich Friedrich von Bruiningk, Ideen im Geiste des wahren Herrnhuthianism, Leipzig, 1811, Verlag Fleicher (Bayerische Staatsbibliothek digital)